# Araneus abigeatus
Araneus abigeatus là một loài nhện trong họ Araneidae.
Loài này thuộc chi Araneus. Araneus abigeatus được Herbert Walter Levi miêu tả năm 1975.